# Glina Mała
Glina Mała – wieś w Polsce położona w województwie łódzkim, w powiecie pajęczańskim, w gminie Kiełczygłów.
| SIMC    | Nazwa     | Rodzaj    |
| ------- | --------- | --------- |
| 0704089 | Komorniki | część wsi |

W latach 1975–1998 miejscowość administracyjnie należała do województwa sieradzkiego.